# Renografia izotopowa
Renografia izotopowa – jedno z badań izotopowych nerek. Jest to czynnościowe badanie nerek za pomocą wstrzykniętego dożylnie wskaźnika promieniotwórczego. Uzyskane przy pomocy gammakamery krzywe (renogramy) i obrazy promieniotwórczości nerek (scyntygramy) pozwalają ocenić ich ukrwienie, wielkość filtracji kłębkowej, wydzielanie kanalikowe i wydalanie moczu.
Można wyróżnić trzy fazy renogramu: naczyniową (napływ wskaźnika do nerki), miąższową (nasycenie nerek wskaźnikiem i jego odfiltrowywanie z krwi), wydalania (wskaźnik opuszcza nerki i przechodzi do pęcherza moczowego). Renografia pozwala rozpoznawać zmiany naczyniowe w nerkach. Stosuje się ją w diagnostyce nadciśnienia tętniczego, niewydolności nerek (względnej i bezwzględnej), zaburzeń odpływu moczu z nerek, zmianach zapalnych nerek, guzach nerek i nadnerczy, zwyrodnieniach nerek, gruźlicy nerek, wad wrodzonych nerek, ocenie nerki przeszczepionej, testach farmakologicznych.
Współcześnie badanie przeprowadza się za pomocą gammakamery sprzężonej z komputerem. Starsze aparaty do renografii składają się z dwu lub trzech (do renocystografii) głowic pomiarowych i rejestratorów przykładanych do skóry nad nerkami czy pęcherzem moczowym.
Badaniu nerek może towarzyszyć takie samo badanie pęcherza moczowego (renocystografia). Radiowskaźnikiem jest przeważnie Tc99m, rzadziej I131.

## Przygotowanie do badania
Do badania przystępuje się na czczo i po znaczeniu stężenia kreatyniny w surowicy. Od pacjenta wymaga się również zachowania pozycji nieruchomej przez długi czas, około 30 minut (w pozycji na brzuchu). Badanie trwa kilkadziesiąt minut. Dzieciom zwykle podaje się środki uspokajające. W przeprowadzeniu badania renograficznego może być pomocne wcześniejsze wykonanie badania ultrasonograficznego. Lekarz badający powinien wiedzieć o stwierdzonej niewydolności nerek (dobiera się wtedy specjalne znaczniki), o okolicznościach uniemożliwiających wykonanie dobowej zbiórki moczu (np. biegunka), aktualnie przyjmowanych lekach, ciąży (lub możliwości jej istnienia), skłonności do krwawień. Po badaniu należy przyjąć około litr płynów obojętnych (woda, herbata, soki itp.) w celu wypłukania resztek radioznacznika.
Jedynym przeciwwskazaniem jest ciąża. Brak ograniczenia wiekowego. Badanie można powtarzać wielokrotnie.